# Prelatura territoriale di Infanta
La prelatura territoriale di Infanta (in latino Praelatura Territorialis Infantensis) è una sede della Chiesa cattolica nelle Filippine suffraganea dell'arcidiocesi di Lipa. Nel 2023 contava 373 000 battezzati su 485 240 abitanti. La sede è vacante, in attesa che il prelato eletto Dave Dean Capucao ne prenda possesso.

## Territorio
La prelatura territoriale comprende la parte settentrionale della provincia filippina di Quezon e l'intera provincia di Aurora sull'isola di Luzon.
Sede prelatizia è la città di Infanta, dove si trova la cattedrale del Gesù Bambino di Praga e di San Marco evangelista.
Il territorio si estende su 7189 km² ed è suddiviso in 19 parrocchie.

## Storia
La prelatura territoriale è stata eretta il 25 aprile 1950 con la bolla Precibus annuentes di papa Pio XII, ricavandone il territorio dalla diocesi di Lipa (oggi arcidiocesi). Originariamente era suffraganea dell'arcidiocesi di Manila.
Il 31 gennaio 1970 ha ceduto una porzione del suo territorio a vantaggio dell'erezione della diocesi di Ilagan.
Il 20 giugno 1972 è entrata a far parte della provincia ecclesiastica dell'arcidiocesi di Lipa.

## Cronotassi dei vescovi
Si omettono i periodi di sede vacante non superiori ai 2 anni o non storicamente accertati.
- Patrick Shanley, O.C.D. † (17 febbraio 1953 - 23 giugno 1961 dimesso)
  - Sede vacante (1961-1966)
- Julio Xavier Labayen, O.C.D. † (26 luglio 1966 - 28 giugno 2003 ritirato)
- Rolando Joven Tria Tirona, O.C.D. (28 giugno 2003 - 8 settembre 2012 nominato arcivescovo di Cáceres)
  - Sede vacante (2012-2014)
- Bernardino Cruz Cortez (27 ottobre 2014 - 16 maggio 2025 ritirato)
- Dave Dean Capucao, dal 16 maggio 2025

## Statistiche
La prelatura territoriale nel 2023 su una popolazione di 485 240 persone contava 373 000 battezzati, corrispondenti al 76,9% del totale.
| anno | popolazione | popolazione | popolazione | presbiteri | presbiteri | presbiteri | presbiteri                | diaconi | religiosi | religiosi | parrocchie |
| anno | battezzati  | totale      | %           | numero     | secolari   | regolari   | battezzati per presbitero | diaconi | uomini    | donne     | parrocchie |
| ---- | ----------- | ----------- | ----------- | ---------- | ---------- | ---------- | ------------------------- | ------- | --------- | --------- | ---------- |
| 1950 | 40 000      | 50 000      | 80,0        | 6          | 6          |            | 6 666                     |         |           |           | 4          |
| 1970 | ?           | 123 837     | ?           | 16         | 4          | 12         | ?                         |         | 15        | 25        | 9          |
| 1980 | 145 000     | 172 900     | 83,9        | 15         | 12         | 3          | 9 666                     |         | 5         | 28        | 12         |
| 1990 | 233 000     | 252 000     | 92,5        | 24         | 14         | 10         | 9 708                     |         | 10        | 35        | 16         |
| 1999 | 237 431     | 278 918     | 85,1        | 36         | 29         | 7          | 6 595                     | 1       | 7         | 38        | 17         |
| 2000 | 237 431     | 278 918     | 85,1        | 36         | 29         | 7          | 6 595                     | 1       | 7         | 38        | 17         |
| 2001 | 237 431     | 278 918     | 85,1        | 36         | 29         | 7          | 6 595                     | 1       | 7         | 38        | 17         |
| 2002 | 387 660     | 430 734     | 90,0        | 37         | 28         | 9          | 10 477                    | 1       | 9         | 31        | 18         |
| 2003 | 382 233     | 439 348     | 87,0        | 45         | 36         | 9          | 8 494                     | 1       | 9         | 75        | 19         |
| 2004 | 387 966     | 445 938     | 87,0        | 31         | 26         | 5          | 12 515                    | 1       | 6         | 35        | 19         |
| 2013 | 450 000     | 516 000     | 87,2        | 41         | 17         | 24         | 10 975                    |         | 79        | 53        | 18         |
| 2016 | 379 000     | 468 000     | 81,0        | 27         | 19         | 8          | 14 037                    |         | 66        | 49        | 18         |
| 2019 | 397 680     | 491 000     | 81,0        | 28         | 18         | 10         | 14 202                    |         | 45        | 62        | 18         |
| 2021 | 408 680     | 505 000     | 80,9        | 57         | 20         | 37         | 7 169                     |         | 65        | 58        | 18         |
| 2023 | 373 000     | 485 240     | 76,9        | 64         | 25         | 39         | 5 828                     |         | 73        | 67        | 19         |